# Erigone himeshimensis
Erigone himeshimensis là một loài nhện trong họ Linyphiidae.
Loài này thuộc chi Erigone. Erigone himeshimensis được Embrik Strand miêu tả năm 1918.